# Eva Gonzalès (Manet)
Pour les articles homonymes, voir Eva Gonzalès.
Eva Gonzalès est un tableau réalisé en 1870 par le peintre français Édouard Manet. De format vertical, cette huile sur toile est un portrait d'Eva Gonzalès, une élève de l'artiste. Il la figure assise en robe blanche face à son chevalet, aperçue par son profil gauche. Elle est en train de finir une nature morte représentant un vase de fleurs copiée sur Jean-Baptiste Monnoyer. L'œuvre est exposée au Salon de Paris l'année de sa création. Léguée par Hugh Lane en 1917, elle est conservée à la National Gallery, à Londres, au Royaume-Uni.